# Campos de Hernán Pelea
Los Campos de Hernán Perea, también conocidos localmente como Campos de Rampelea, componen una altiplanicie cárstica de una altitud media de entre 1600 y 1700 m s. n. m. y una extensión de más de 15.000 ha, siendo de esta manera el altiplano más extenso de España. Se ubica dentro del término municipal de Santiago-Pontones, en la provincia de Jaén (Andalucía, España). Se encuentra en plena Sierra de Segura, dentro del Parque natural de Cazorla, Segura y Las Villas.

## Toponimia
El topónimo «Campos de Hernán Pelea» proviene de una antigua contienda que, según la tradición oral, tuvo lugar en estos parajes. Diversos hallazgos arqueológicos, como cascos, flechas y espadas, encontrados en la altiplanicie, sugieren la posible existencia de una batalla en la zona, lo que refuerza el origen del nombre. Desde documentos del siglo XVI, como una carta de privilegio de 1591, hasta referencias más modernas, como los mapas de 1860, el nombre de «Hernán Pelea» ha aparecido registrado en las fuentes históricas.
En los últimos años, ha surgido la controversia sobre la sustitución del topónimo «Campos de Hernán Pelea» por el de «Campos de Hernán Perea» en algunos mapas y documentos oficiales. Sin embargo, no existen evidencias históricas que respalden este cambio, lo que ha generado resistencia entre los habitantes de la comarca segureña, quienes defienden que el topónimo original es el de «Hernán Pelea» o «Rampelea», tal como lo han llamado durante siglos.

## Geología
El paisaje de la altiplanicie es un modelado cárstico, minado por accidentes geológicos propios del relieve cárstico tales como dolinas, poljés, lapiaces y uvalas.
Constituye la plataforma calcárea más extensa de la península ibérica (144 km²), con una altitud media de 1.697 m. La forma de cubeta, los numerosos campos de dolinas y su aislamiento con calares que lo cierran a 2.100 m de altitud, caracterizan a este espacio por presentar intensas inversiones térmicas con génesis de fuertes heladas.

## Clima
La elevada altitud del altiplano, así como los factores geológicos y de vegetación (ausencia de cubierta vegetal) le confieren un microclima propio que constituye una isla térmica en la zona. La Universidad de Murcia ha llegado a medir temperaturas de hasta -20 °C en invierno.
Los valores mínimos de temperatura inferiores a -15 °C durante el periodo invernal, unidos a la gran disponibilidad de agua, activan fuertes procesos de gelifracción. Todo ello, determina un tipo de área morfoclimática de tipo oceánico-mediterráneo de verano suave (clasificación climática de Köppen). Si bien, en estudios recientes, se lleva a cabo una revisión climática más exhaustiva, definiéndolo como un clima de alta montaña mediterráneo frío subhúmedo de cimas prebéticas. Constituye, por tanto, una auténtica isla climática de temperaturas especialmente bajas, y una pluviometría de 1.150 mm en las zonas más elevadas.

## Flora y fauna
La vegetación predominante en esta zona suele consistir en pastizales en los fondos de las dolinas, matorral almohadillo tales como piornos y sabina rastrera en los bordes de las dolinas o zonas más escarpadas, y pino laricio de origen natural. En algunos roquedos aparece la violeta de Cazorla, de gran belleza.
En cuanto a la fauna, destaca la presencia de gran cantidad de variadas aves, tales como la alondra común, la bisbita campestre, el pinzón vulgar, el piquituerto, zorzal charlo, roquero rojo, mirlo capiblanco, diversas clases de currucas, así como la azor, el gavilán, el buitre leonado o el quebrantahuesos y mamíferos como caballos salvajes.

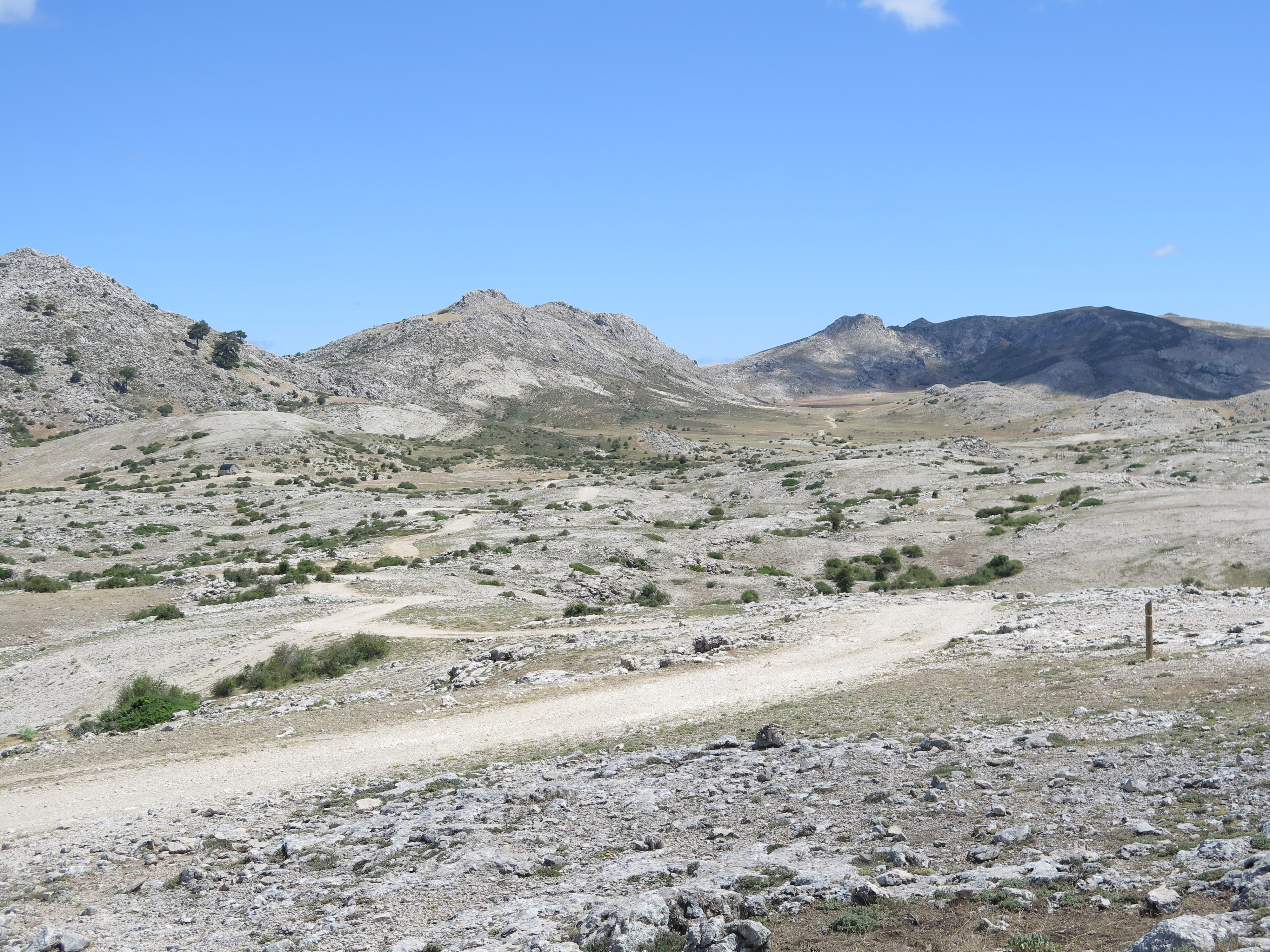
Paisaje propio de los Campos de Hernán Pelea, con el sendero señalizado GR247, cuyo tramo corresponde con la etapa 16.